# ミュージアム・サヤーム
座標: 北緯13度44分39秒 東経100度29分39秒 / 北緯13.74414度 東経100.4942度

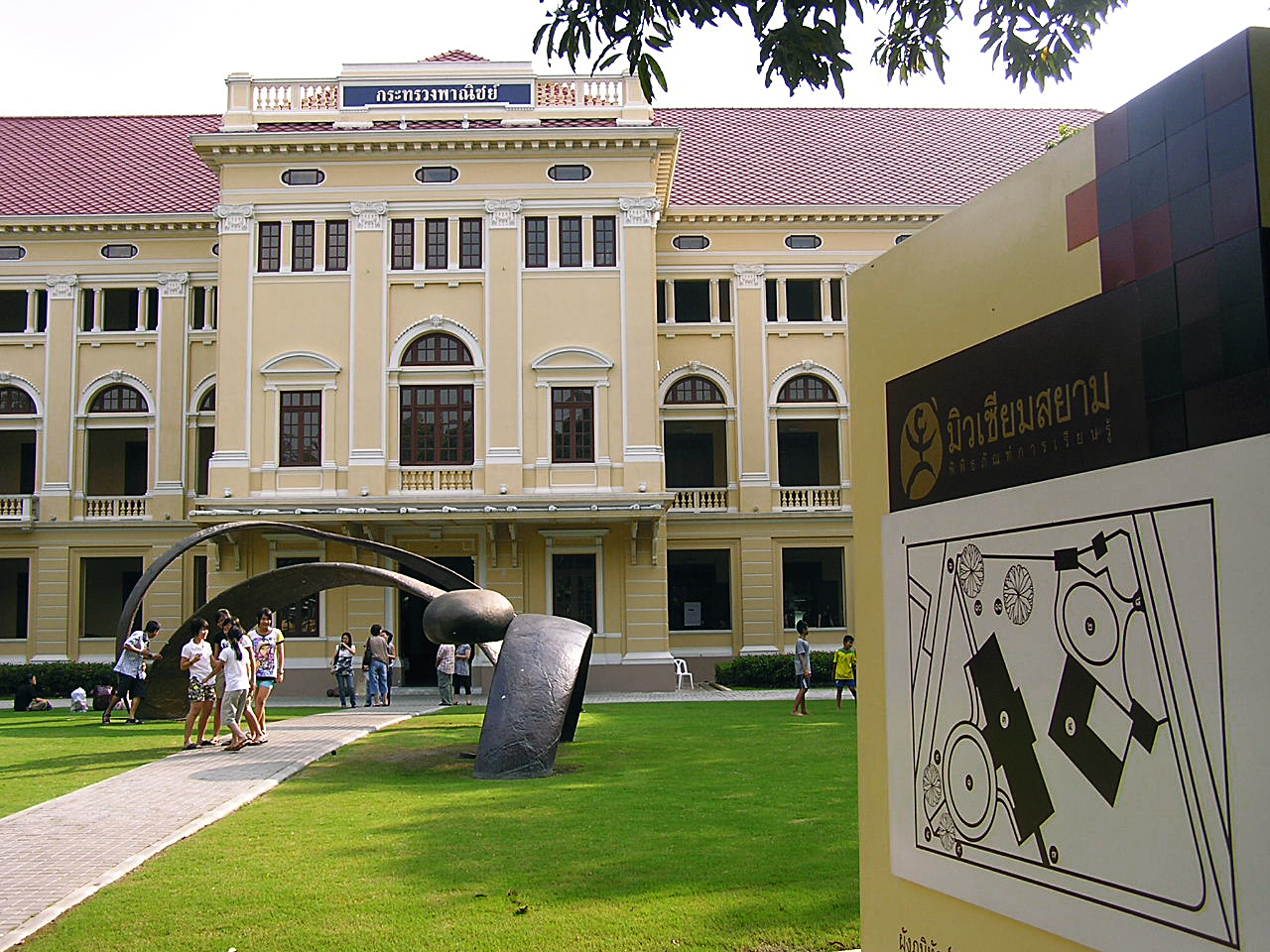
サヤーム博物館外観

サヤーム博物館（タイ語：มิวเซียมสยาม พิพิธภัณฑ์การเรียนรู้แห่งชาติ、英語：Museum Siam, Discovery Museum）は、タイ王国バンコクの国立歴史博物館。体験型コンセプトを掲げたタイ国民史の展示を行っている。正式名は「サヤーム博物館 - 国立発見博物館」である。

## 概要
サヤーム博物館は、2008年4月2日、旧商務省跡地に開館した。来館者の学習と体験を重視した新しい博物館である。タイの歴史の展示を通して、タイ王国の国家の成り立ちについて遊びながら、学び知ることができる。博物館では「私たちとはなんなのか？」、「タイであることというのはどういうことなのか？」という国家・国民・民族の問題をメインテーマに掲げている。
博物館の運営は、タイ内閣首相府の知識管理開発事務所管轄の国立発見博物館機構（สถาบันพิพิธภัณฑ์การเรียนรู้แห่งชาติ：สพร.）が行っている。国立発見博物館機構は博物館建設のために、2004年に創設された。本博物館は 「 遊び + 学び = 楽しみ」という基本理念をもとに、各地の国立博物館、その他の博物館からの協力を受けながら完成した。

## 設備
博物館は旧商務省の建物を再利用しており、総床面積は3,000平米、3階建て。17室の展示室、300平米の視聴覚室がある。
- 開館時間：火-日 10:00 - 1800
- 定休日：月曜・祝日
- 入館料（2009年4月より）
  - 300バーツ：成人（外国籍）、100バーツ：タイ成人、50バーツ：タイ学生 15歳以上
  - 無料：15歳以下（身長150cm未満：すべての国籍）、僧、身体障がい者、60歳以上の高齢者（タイ）
  - 団体割引（5名以上）：タイ学生 25バーツ、タイ成人 50バーツ、外国籍成人 150バーツ
- 1600-18:00　入場無料
- 年に数回入場無料になることがあり、ホームページ上で告知される。
- 20人以上の来館の際には、来館予約が必要。

## 所在地
- バンコク プラナコーン区 サナームチャイ通り
- ワットポー周辺